# Mistrovství Evropy v malém fotbale 2010
Mistrovství Evropy v malém fotbale 2010 bylo historicky 1. ročníkem neoficiálního Evropského Minifotbalového poháru a konalo se na Slovensku v Bratislavě v období od 16. do 18. října 2010. Účastnily se ho 4 týmy. O turnaji není známo mnoho informací. Je známa pouze vyřazovací fáze. Zda byla základní skupina, případně jak byla rozvržena, není jasné. Turnaj se hrál jako turnaj národnostních menšin, ale byl velice důležitý, co se týče nastartování Evropského šampionátu do dnešní podoby. 
Vyřazovací fáze zahrnovala 4 zápasy. Ve finále zvítězili reprezentanti Rumunska, kteří porazili výběr Slovenska vysoko 8:0 a nastartovali tak sérii šesti evropských titulů za sebou.

## Stadion
Turnaj se hrál na jednom stadionu v jednom hostitelském městě: Bratislava.

## Vyřazovací fáze
|  | Semifinále | Semifinále | Semifinále |  |  | Finále      | Finále      | Finále      |
|  |            |            |            |  |  |             |             |             |
|  |            | Rumunsko   | 3          |  |  |             |             |             |
|  |            | Česko      | 1          |  |  |             |             |             |
|  |            |            |            |  |  |             | Rumunsko    | 8           |
|  |            |            |            |  |  |             | Slovensko   | 0           |
|  |            | Slovensko  | ?          |  |  |             |             |             |
|  |            | Řecko      | ?          |  |  | Třetí místo | Třetí místo | Třetí místo |
|  |            |            |            |  |  |             | Česko       | 5           |
|  |            |            |            |  |  |             | Řecko       | 1           |

#### Semifinále
| 16. října 2010                                    |       |       |            |
| Rumunsko                                          | 3 : 1 | Česko | Bratislava |
| Gabor Gabor ?' Karoly Toth ?' Alin Bălu Gaboiu ?' |       | ?'    | Bratislava |

| 16. října 2010 |       |       |            |
| Slovensko      | ? : ? | Řecko | Bratislava |
|                |       |       | Bratislava |

#### O 3. místo
| 18. října 2010 |       |       |            |
| Česko          | 5 : 1 | Řecko | Bratislava |
|                |       |       | Bratislava |

#### Finále
| 18. října 2010                                                                        |       |           |            |
| Rumunsko                                                                              | 8 : 0 | Slovensko | Bratislava |
| Claudiu Dumitru ?' Alin Bălu Gaboiu ?' Gabor Gabor ?' Mihai Gaidos ?' Claudiu Jula ?' |       |           | Bratislava |